# San Vito Romano
San Vito Romano ist eine italienische Gemeinde in der Metropolitanstadt Rom in der Region Latium mit 3035 Einwohnern (Stand 31. Dezember 2023). Sie liegt 58 Kilometer östlich von Rom.

## Geographie
San Vito Romano liegt auf einem Bergrücken der Monti Prenestini. Es ist Mitglied der Comunità Montana Monti Sabini e Tiburtini.

## Geschichte
Für das Jahr 1085 erscheint im Registrum Sublacense ein castrum Sancti Viti, das Abt Johannes von Subiaco erwarb. Um 1200 gelangte der Ort in den Besitz der Colonna von Genazzano, der die Linie Paliano folgte. Marcantonio II. Colonna, dritter Herzog von Paliano und Befehlshaber der päpstlichen Truppen in der Seeschlacht von Lepanto 1571, verkaufte San Vito 1563 zur Schuldentilgung. Als Ortsherren folgten kurzzeitig die Massimo, die schon 1575 von den aus Forlì in der Romagna stammenden Theodoli abgelöst wurden, die eine Summe von 20.000 Fiorini dafür bezahlten. Sie erwarben in der näheren Umgebung ihren hauptsächlichen Landbesitz. Theodolo Theodoli, wurde 1592 der erste Marchese von San Vito, Pisoniano und Sambuci. Die Theodoli gehören mit einigen anderen Familien des in Rom ansässigen Adels zu den sogenannten Marchesi del Baldacchino, welche einen gehobeneren Rang gegenüber ihren Titelkollegen besitzen und Herzögen und Fürsten gleichgestellt sind. Deshalb dürfen sie in ihren Hauptsitzen einen Thron mit Baldachin im Repräsentationssaal stehen haben, auf dem bei eventuellen Besuchen nur der Papst Platz nehmen darf. Ob im Jahre 1365 hier der spätere Colonna-Papst Martin V. geboren wurde, bleibt zweifelhaft. Seit 1872 trägt der Ort den Namen San Vito Romano.

## Bevölkerungsentwicklung
| Jahr      | 1881 | 1901 | 1921 | 1936 | 1951 | 1971 | 1991 | 2001 |
| --------- | ---- | ---- | ---- | ---- | ---- | ---- | ---- | ---- |
| Einwohner | 2966 | 3706 | 4391 | 4201 | 4523 | 3524 | 3268 | 3269 |

Quelle: ISTAT

## Politik
Maurizio Pasquali (Lista Civica: Obiettivo San Vito) amtiert seit dem 26. Mai 2014 als Bürgermeister.

### Partnergemeinde
- St. Veit im Mühlkreis in Oberösterreich

## Sehenswürdigkeiten
- Pfarrkirche Santa Maria de Arce (gegenüber der Burg).
- Kirche Santi Sebastiano e Rocco.
- Kirche San Biagio.
- Kirche San Vito.
- Santuario della Madonna di Compigliano.
- Burg der Marchesi Theodoli (bewohnt).